# Carl Wachtmeister (fotbollsspelare)
Carl Fredrik Gustaf Wachtmeister, född 23 juni 1989, är en svensk före detta fotbollsmålvakt.

## Karriär
Wachtmeisters moderklubb är Lunds BK. Inför säsongen 2007 gick han över till Trelleborgs FF. Under säsongen 2009 var Wachtmeister utlånad till IFK Trelleborg. Den 2 maj 2010 gjorde Wachtmeister allsvensk debut i en 2–0-förlust mot Malmö FF, där han blev inbytt mot skadade Fredrik Persson.
Säsongen 2011 lånades han återigen ut till IFK Trelleborg. Wachtmeister spelade 18 matcher i Division 3 Södra Götaland 2011.
Wachtmeister fick efter säsongen 2013 lämna Trelleborgs FF.